# Línea 410 (Interurbanos Madrid)
La línea 410 de la red de autobuses interurbanos de Madrid une Aranjuez con San Martín de la Vega.

## Características
Esta línea une entre sí los municipios de Aranjuez, Ciempozuelos y San Martín de la Vega. Establece su cabecera en el Parque Warner cuando está abierto.
Curiosamente, y al contrario de la inmensa mayoría de líneas interurbanas del CRTM, su recorrido parte desde la corona tarifaria C1 y termina en la corona tarifaria B3, cuando lo habitual es que el final de la línea se encuentre más alejado que el inicio.
La línea mantiene los mismos horarios todo el año (exceptuando las vísperas de festivo y festivos de Navidad), circulando únicamente de lunes a viernes laborables. No presta servicio en fines de semana ni festivos.
Está operada por La Veloz mediante la concesión administrativa VCM-301 - Madrid – Valdelaguna – San Martín de la Vega (Viajeros Comunidad de Madrid) del CRTM.

## Horarios
Los horarios que no sean cabecera son aproximados.
| Lunes a viernes laborables       |                                  |                                  |                                  |                                  |                                  |                                  |                                  |                                  |                                  |
| Aranjuez > San Martín de la Vega | Aranjuez > San Martín de la Vega | Aranjuez > San Martín de la Vega | Aranjuez > San Martín de la Vega | Aranjuez > San Martín de la Vega | San Martín de la Vega > Aranjuez | San Martín de la Vega > Aranjuez | San Martín de la Vega > Aranjuez | San Martín de la Vega > Aranjuez | San Martín de la Vega > Aranjuez |
| Aranjuez                         | Pol. Ind. La Sendilla            | Ciempozuelos                     | San Martín de la Vega            | Warner                           | Warner                           | San Martín de la Vega            | Ciempozuelos                     | Pol. Ind. La Sendilla            | Aranjuez                         |
| 08:00                            | 08:10                            | 08:20                            | 08:50                            |                                  |                                  | 07:00                            | 07:15                            | 07:25                            | 07:45                            |
| 10:30                            | 10:40                            | 10:50                            | 11:20                            | 11:30                            | 09:25                            | 09:40                            | 09:50                            | 10:15                            |                                  |
| 12:45                            | 12:55                            | 13:05                            | 13:35                            | 13:45                            | 11:30                            | 11:40                            | 11:55                            | 12:05                            | 12:30                            |
| 14:30                            | 14:40                            | 14:50                            | 15:20                            | 15:30                            | 13:15                            | 13:25                            | 13:40                            | 13:50                            | 14:15                            |
| 19:15                            | 19:25                            | 19:35                            | 20:00                            |                                  | 18:00                            | 18:10                            | 18:25                            | 18:35                            | 19:00                            |

## Recorrido y paradas

### Sentido San Martín de la Vega
| Código                                                                                             | Parada                                   | Común con          | Municipio             | Zona |
| -------------------------------------------------------------------------------------------------- | ---------------------------------------- | ------------------ | --------------------- | ---- |
| 10999                                                                                              | Infantas - Estación de Autobuses         | 423 430            | Aranjuez              |      |
| 17223                                                                                              | Av. Sequoyas - Pol. Ind. La Sendilla     |                    | Ciempozuelos          |      |
| 12496                                                                                              | Av. Madrid - Ctra. M-404                 | 425 426 1          | Ciempozuelos          |      |
| 09539                                                                                              | Estrellas - Av. Madrid                   | 425 426 1          | Ciempozuelos          |      |
| 08020                                                                                              | Estrellas - Castilla La Nueva            | 425 426 1          | Ciempozuelos          |      |
| 15825                                                                                              | Av. Consuelo - Cervantes                 | 425 426 1          | Ciempozuelos          |      |
| 08025                                                                                              | Av. Consuelo - Luna                      | 425 426 1          | Ciempozuelos          |      |
| 15833                                                                                              | San Francisco - Cruz Verde               | 1                  | Ciempozuelos          |      |
| 17892                                                                                              | Av. Circunvalación - Cruz Verde          | 1                  | Ciempozuelos          |      |
| 17891                                                                                              | Av. Circunvalación - C.º Peñuelas        | 1                  | Ciempozuelos          |      |
| 17887                                                                                              | Cuestas - Av. San Juan de Dios           |                    | Ciempozuelos          |      |
| 08017                                                                                              | Av. Alcalde A. Chapado - París           | 412 415 416 1      | San Martín de la Vega |      |
| 08015                                                                                              | Pza. Cervantes - Alcalde A. Chapado      | 412 413 415 416 I1 | San Martín de la Vega |      |
| 08011                                                                                              | Pza. Miguel Unamuno - La Cristalera      | 412 413 416        | San Martín de la Vega |      |
| 08010                                                                                              | Av. Doctor M. Jarabo - Fray Bartolomé    | 412 413 416 1 I1   | San Martín de la Vega |      |
| 12266                                                                                              | Av. Doctor M. Jarabo - La Cañada         | 412 413 416 1 I1   | San Martín de la Vega |      |
| 20727                                                                                              | Res. Santa Elena - Comunidad de Madrid   | 412 413 416 1 I1   | San Martín de la Vega |      |
| 08019                                                                                              | Santa Mónica - Urb. Santa Elena          | 412 413 416 1 I1   | San Martín de la Vega |      |
| 08012                                                                                              | San Cristóbal - Urb. Santa Elena         | 412 413 416 1 I1   | San Martín de la Vega |      |
| Las expediciones que finalizan su itinerario en San Martín de la Vega realizan la siguiente parada |                                          |                    |                       |      |
| 16835                                                                                              | Av. Doctor M. Jarabo - Gta. Villamontaña | 1 I1               | San Martín de la Vega |      |
| Las expediciones que finalizan su itinerario en el Parque Warner realizan las siguientes paradas   |                                          |                    |                       |      |
| 08008                                                                                              | Av. Doctor M. Jarabo - Villamontaña      | 412 413 416        | San Martín de la Vega |      |
| 13000                                                                                              | Parque de Ocio                           | 412                | San Martín de la Vega |      |

### Sentido Aranjuez
| Código                                                                                             | Parada                                     | Común con            | Municipio             | Zona |
| -------------------------------------------------------------------------------------------------- | ------------------------------------------ | -------------------- | --------------------- | ---- |
| Las expediciones que comienzan su itinerario en el Parque Warner realizan las siguientes paradas   |                                            |                      |                       |      |
| 13000                                                                                              | Parque de Ocio                             | 412                  | San Martín de la Vega |      |
| 08007                                                                                              | Av. Doctor M. Jarabo - Villamontaña        | 412 413 416          | San Martín de la Vega |      |
| Las expediciones que comienzan su itinerario en San Martín de la Vega realizan la siguiente parada |                                            |                      |                       |      |
| 16835                                                                                              | Av. Doctor M. Jarabo - Gta. Villamontaña   | 1 I1                 | San Martín de la Vega |      |
| Paradas del itinerario común                                                                       |                                            |                      |                       |      |
| 12589                                                                                              | San Cristóbal - Urb. Ciudad de Sevilla     | 412 413 416 1 I1     | San Martín de la Vega |      |
| 12590                                                                                              | Santa Mónica - Urb. Santa Elena            | 412 413 416 1 I1     | San Martín de la Vega |      |
| 20763                                                                                              | Res. Santa Elena - Comunidad de Madrid     | 412 413 416 1 I1     | San Martín de la Vega |      |
| 15552                                                                                              | Av. Doctor M. Jarabo - La Cañada           | 412 413 416 1 I1     | San Martín de la Vega |      |
| 08009                                                                                              | Av. Doctor M. Jarabo - Parque V Centenario | 412 413 416 I1       | San Martín de la Vega |      |
| 20322                                                                                              | Av. Doctor M. Jarabo - La Cristalera       | 412 413 416          | San Martín de la Vega |      |
| 08014                                                                                              | Av. Alcalde A. Chapado - San Isidro        | 412 413 415 416 1 I1 | San Martín de la Vega |      |
| 08016                                                                                              | Av. Alcalde A. Chapado - Naciones Unidas   | 412 415 416 1 I1     | San Martín de la Vega |      |
| 12501                                                                                              | Cuestas - Ciempozuelos                     |                      | Ciempozuelos          |      |
| 12502                                                                                              | San José - Doctor Andrajo                  | 1                    | Ciempozuelos          |      |
| 15838                                                                                              | San José - Cruz Verde                      | 1                    | Ciempozuelos          |      |
| 08024                                                                                              | Av. Consuelo - Av. Belén                   | 425 426              | Ciempozuelos          |      |
| 15538                                                                                              | Av. Consuelo - Doctor Rivas                | 425 426              | Ciempozuelos          |      |
| 08021                                                                                              | Estrellas - Av. Venerable Madre Mª Antonia | 425 426              | Ciempozuelos          |      |
| 09538                                                                                              | Av. Madrid - Estrellas                     | 425 426              | Ciempozuelos          |      |
| 12497                                                                                              | Av. Madrid - Colonia San Benito            | 425 426              | Ciempozuelos          |      |
| 17224                                                                                              | Av. Sequoyas - Pol. Ind. La Sendilla       |                      | Ciempozuelos          |      |
| 10999                                                                                              | Infantas - Estación de Autobuses           | 423 430              | Aranjuez              |      |